# ساکاکی، ناگانو
ساکاکی، ناگانو (به لاتین: Sakaki, Nagano) یک منطقهٔ مسکونی در ژاپن است که در استان ناگانو واقع شده‌است. ساکاکی ۵۳٫۶۴ کیلومترمربع مساحت و ۱۴٬۵۸۰ نفر جمعیت دارد.